# Марозо, Вирджилио
Вирджилио Марозо (итал. Virgilio Maroso, 26 июня 1925, Маростика — 4 мая 1949, Суперга) — итальянский футболист, защитник.
Прежде всего известен выступлениями за клуб «Торино», а также национальную сборную Италии. Вместе с партнерами по туринской команде погиб в авиационной катастрофе на горе Суперга 4 мая 1949 года.
Четырёхкратный чемпион Италии.

## Клубная карьера
Родился 26 июня 1925 года в городе Маростика. Воспитанник футбольной школы клуба «Торино».
Во взрослом футболе дебютировал в 1944 году выступлениями на условиях аренды за команду клуба «Алессандрия», в которой провел 12 матчей чемпионата.
В 1945 году вернулся из аренды в состав «Торино», сильнейшего на то время итальянского клуба, за который успел сыграть 4 сезона. Большинство времени, проведенного в составе «Торино», был основным игроком защиты команды. За это время четыре раза завоевывал титул чемпиона Италии.
Свой последний, четвёртый, титул чемпиона Италии в сезоне 1948-49 Марозо получил уже посмертно — 4 мая 1949 года команда трагически погибла в авиакатастрофе на горе Суперга близ Турина. До конца первенства оставалось 4 тура, «Торино» возглавлял турнирную таблицу, и все погибшие игроки клуба посмертно получили чемпионский титул после того, как игроки молодёжной команды клуба, которые доигрывали сезон в Серии A, выиграли во всех четырёх последних матчах первенства. Их соперники («Дженоа», «Палермо», «Сампдория» и «Фиорентина») в этих матчах из уважения к погибшим чемпионам также выставляли на поле молодёжные составы своих клубов.

## Карьера в сборной
В 1945 году дебютировал в официальных матчах в составе национальной сборной Италии. В течение карьеры в национальной команде, которая продлилась 5 лет, успел провести в форме главной команды страны 7 матчей, забив 1 гол. Гол был забит 27 февраля 1949 года в ворота сборной Португалии.

## Титулы и достижения
- Чемпион Италии (4): 1946, 1947, 1948, 1949.